# Луїза Брілі
Луїза Брілі (англ. Louise Brealey), відома теж як Лу Брілі (англ. Loo Brealey; нар. 27 березня 1979, Нортгемптон, Нортгемптоншир, Велика Британія) — англійська акторка, письменниця та журналістка, найбільш відома завдяки ролі патологоанатомки Моллі Гупер у телесеріалі «Шерлок».

## Біографія
Народилася 27 березня 1979 в місті Нортгемптон. Після закінчення школи вступила в Кембриджський університет, де вивчала історію. Потім Брілі поїхала в Нью-Йорк, щоб вивчати акторську майстерність в Інституті театру та кіно Лі Страсберга. Вона також брала уроки у коміка Філіпа Гольє.

### Кар'єра в театрі
На театральній сцені Лу Брілі дебютувала 2001 року в ролі 14-річної Софі у виставі Sliding With Suzanne лондонського театру «Роял-Корт». 2005 року вона зіграла у виставі Тома Стоппарда «Аркадія», поставленій у Бристольському театрі «Олд Вік» .
Лу Брілі також грала в спектаклях «Маленька Нелл» (2007), «Дядя Ваня» в театрах Rose Theatre і English Touring Theatre (2008), «Державний інспектор» у театрі «Янг-Вік» (2011), «Троянські жінки» в театрі Gate Theatre (2012).

### Кар'єра в кіно
Дебютним фільмом Луїзи Брілі став серіал «Катастрофа», де вона зіграла медсестру. 2005 року вона з'явилася в ролі Джуді Смолвід в екранізації роману Чарлза Діккенса «Холодний дім».
2010 року Брілі була запрошена на роль патологоанатомки Моллі Гупер у серіал «Шерлок». Спочатку планувалося, що її героїня буде тільки в першій серії, однак персонажка так сподобалася глядачам, що її вирішили залишити.
2012 року на каналі BBC 2 вийшов документальний серіал про Чарлза Діккенса The Charles Dickens Show, в якому Лу Брілі зіграла кілька ролей, а також була продюсеркою і співавторкою сценарію.
2013 року на екрани вийшов серіал «Отець Браун», ремейк британського серіалу 1950-х років, в якому Брілі зіграла Еленор Найт.

## Фільмографія
| Рік       |    | Українська назва                  | Оригінальна назва                   | Роль                                                 |
| --------- | -- | --------------------------------- | ----------------------------------- | ---------------------------------------------------- |
| 2020      | с  | Вигнання                          | Exile                               | Сара Гаргрівз (10 епізод.)                           |
| 2020      | кф | Джеймі                            | Jamie                               | Мама                                                 |
| 2020      | с  | Злочин у раю                      | Death in Paradise                   | Донна Гарман (1 епізод)                              |
| 2019      | кф | Нічий син                         | Nobody's Son                        | Сьюзан Томпсон                                       |
| 2019      | с  | Ґоморра                           | Gomorra: La serie                   | Ліна (1 епізод)                                      |
| 2019      | с  | Вдова                             | The Widow                           | Беатрікс (5 епізодів)                                |
| 2018      | с  | Відкриття відьом                  | A Discovery of Witches              | Джиліан Чемберлен (6 епізод.)                        |
| 2018      | кф | У Дивокраї                        | In Wonderland                       | Аліса                                                |
| 2017      | с  | Назад                             | Back                                | Касс (6 епізод.)                                     |
| 2017      | с  | Кліка                             | Clique                              | Джуд Макдермід (6 епізод.)                           |
| 2010—2017 | с  | Шерлок                            | Sherlock                            | Моллі Гупер (14 епізод.)                             |
| 2016      | с  | Усі гарні речі                    | All Good Things                     | Джоанна (1 епізод)                                   |
| 2015      | ф  | Віктор Франкенштейн               | Victor Frankenstein                 | красуня                                              |
| 2015      | ф  | Стримування                       | Containment                         | Саллі                                                |
| 2015      | тф | День народження                   | Birthday                            | Наташа                                               |
| 2015      | с  | Інспектор Джордж Джентлі          | Inspector George Gently             | Джо Паркер (1 епізод)                                |
| 2014      | кф | Почуте                            | Heard                               | Рут                                                  |
| 2014      | с  | Вулиця різника                    | Ripper Street                       | д-р Амелія Фрейн (7 епізод.)                         |
| 2013      | ф  | Смачно                            | Delicious                           | Стелла                                               |
| 2013      | с  | Отець Браун                       | Father Brown                        | Елеонор Найт (1 епізод)                              |
| 2011      | ф  | Найекзотичніший готель «Меріголд» | The Best Exotic Marigold Hotel      | перукарка                                            |
| 2011      | с  | Доктор Хто: Недруг з майбутнього  | Doctor Who: The Foe from the Future | Шарлотта Вілліс (голос)                              |
| 2011      | с  | Закон і порядок: Велика Британія  | Law & Order: UK                     | Джоанна Вікері (1 епізод)                            |
| 2010      | ф  | Возз'єднання Рубінсів             | Reuniting the Rubins                | Мірі Рубінс                                          |
| 2008      | с  | Готель «Вавилон»                  | Hotel Babylon                       | Хлоя Маккурт (1 епізод)                              |
| 2007      | кф | Зелений колір                     | Green                               | Ебі                                                  |
| 2006      | с  | Детектив Мейо                     | Mayo                                | «Анорак» / офіцерка поліції Геррієт Тейт (8 епізод.) |
| 2005      | тф | Англійський гарем                 | The English Harem                   | Сьюзі                                                |
| 2005      | с  | Похмурий будинок                  | Bleak House                         | Джуді (8 епізод.)                                    |
| 2002—2004 | с  | Потерпілий                        | Casualty                            | Роксана Берд (95 епізод.)                            |
| 2003      | кф | Зубна фея                         | The Tooth Faerie                    |                                                      |
| 2000      | кф | Хлопець зустрічає дівчину         | Boy Meets Girl                      | Сьюзан                                               |